# Jacopo Zucchi

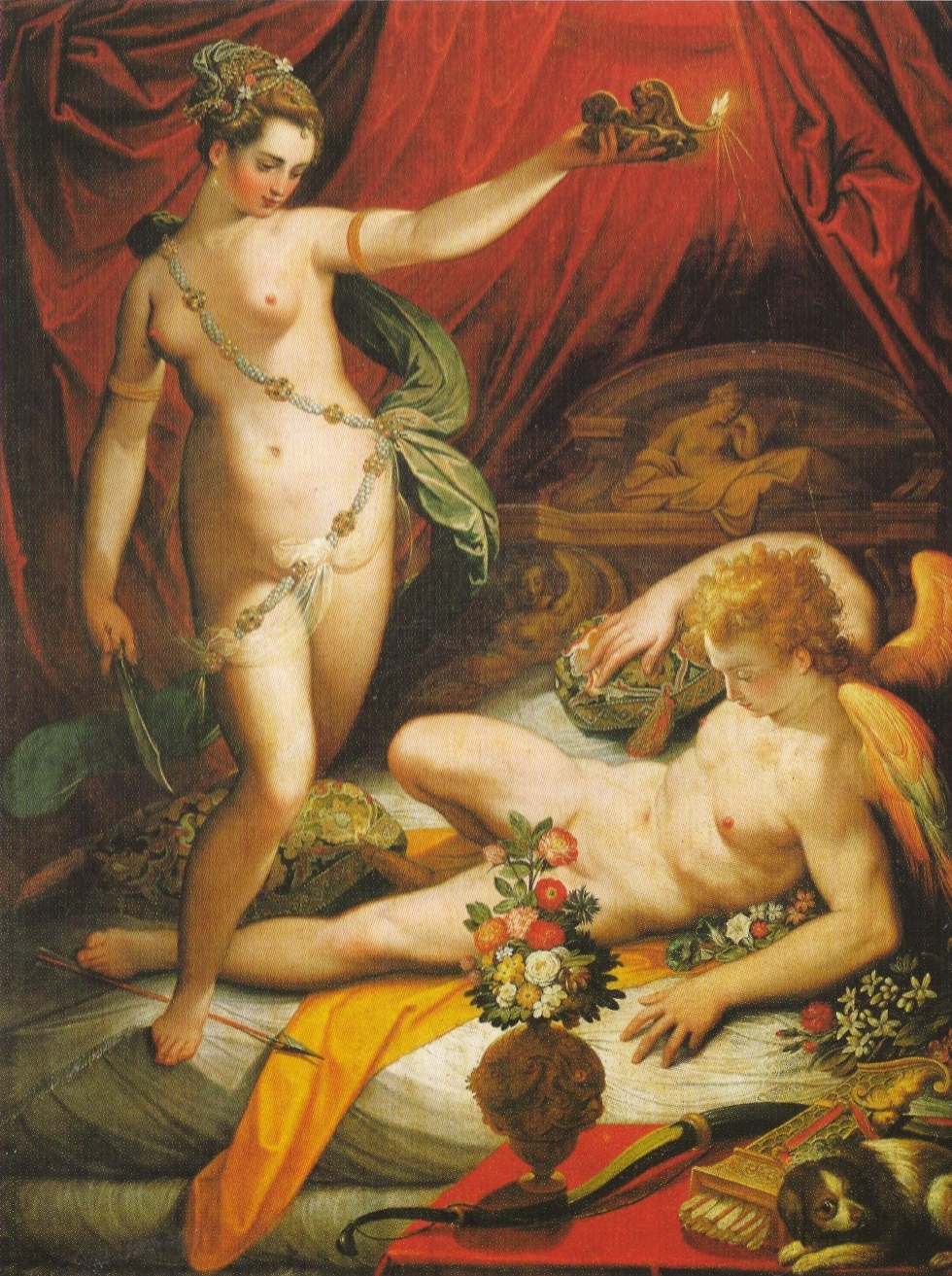
Amor y Psique, 1589.

Jacopo Zucchi (Florencia, 1541-Roma, antes del 3 de abril de 1598) fue un pintor italiano perteneciente al movimiento Manierista.

## Vida y obra
Pudo ser el hijo de Piero di Francesco di Donnino de Zucha (muerto en 1571), que el 4 de marzo de 1551 entró en la capital toscana para ocupar el cargo de maestro de obras en la Capitanía de Parte Guelfa
Se Instruyó en Florencia en el estudio de Giorgio Vasari, con quien colaboró en la decoración del Palacio Vecchio en 1557, siendo todavía muy joven. En 1561 acompañó a su maestro en un viaje a Pisa. De esa época data su primer dibujo conocido, un Esculapio (Museo Británico, Londres). Entre 1563 y 1565 regresa de nuevo a Florencia, donde trabaja con Vasari, Giovanni Stradano y Giovanni Battista Naldini en el techo del Salón del Cinquecento del Palacio Vecchio. Significativa fue la contribución de Zucchi en lo referente a la Alegoría de la ciudad en el techo de dicha sala. Durante esta época se detecta la influencia del pintor flamenco Giovanni Stradano, como se observa en las pinturas de pequeño formato que realizó para Francesco de Medici. 
En 1564 Zucchi es admitido en la Accademia del Disegno, contribuyendo en las decoraciones levantadas con motivo del funeral de Miguel Ángel y, además, trabaja para engalanar la boda del príncipe Francisco I de Médici, hijo del Gran Duque Cosme I de Médici, y de Juana de Austria (el lienzo con La entrega de las llaves del puerto de Livorno).
De nuevo acompaña a Vasari a Roma, y entre 1567 y 1572, colaboró en la ejecución de obras como: La Adoración de los Magos de la iglesia de la Santa Cruz en Bosco Marengo, encargado por el Papa Pío V, La Crucifixión según San Anselmo para la iglesia de Santa María Novella, La Coronación de la Virgen en Arezzo, La Asunción y los Santos de la Abadía Florentina, Pentecostés para la basílica de la Santa Cruz (Florencia). Presionado por los compromisos, Vasari en 1568 comenzó a delegar cada vez más en los estudiantes de su confianza, que pintan la interpretación de sus invenciones, siendo Zucchi el encargado de crear dos pinturas para la cofradía de San Roque (hoy en el Museo Estatal de Arte Medieval y Moderno de Arezzo), el retablo para el altar realizado para Andrea Pasquali en Santa Maria Novella (La resurrección de los Santos Cosme, Damián, Andrea y Juan Butista) y la Virgen del Rosario para fray Angelo Malatesti de Pistoia.

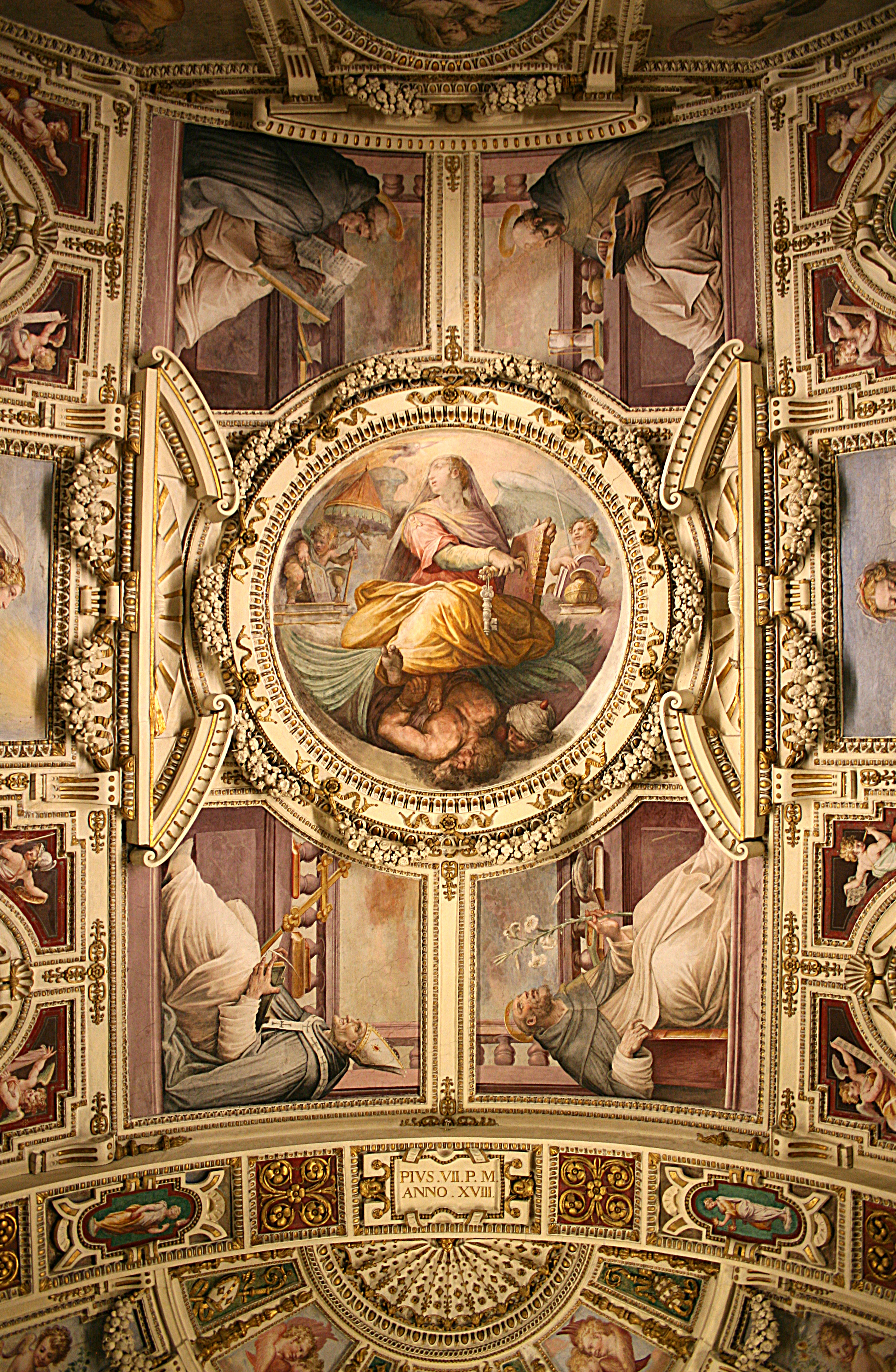
Capillia San Pío V - Palacio Apostólico Vaticano.

En 1570, trabajó, junto con grandes exponentes del manierismo en el patio del estudio de Francisco I en el Palacio Vecchio, durante la realización de este trabajo, trabó una fructífera relación de amistad con Giambologna, de la que surgió un retrato del escultor (ahora perdido). Junto con Poppi, Zucchi se encargó de la decoración de la bóveda y ejecutó la tabla con el la Mina de oro destinada al postigo de uno de los armarios del escritorio.
En diciembre de 1570 de nuevo con Vasari trabajó en Roma, para el Papa Pío V, los frescos de las tres capillas de San Miguel, San Pedro Mártir y Santo Estefano de la Torre Borgia en la Ciudad del Vaticano, también colaboró en la realización de las alas de los altares destinados a las capillas, su huella es particularmente visible en el Martirio de san Estefano, hoy en la Pinacoteca Vaticana. Probablemente fue durante esta época que el cardenal Fernando de Médici empezó a considerar la idea de confiar al joven artista la decoración de sus palacios romanos, aprovechando el hecho de que Zucchi, con más de treinta años, deseaba desvincularse de su maestro. 
Regresó a Florencia en el julio del 1571 para dedicarse al cumplimiento de la decoración con frescos del Salón del Cinquecento. La última escena de batalla, la de Marciano en el valle de Chiana, fue concluida el 15 de diciembre del mismo año.
Zucchi se trasladó definitivamente a Roma en la primavera de 1572 y entró al servicio del cardenal Fernando de Médici, hijo del Gran Duque Cosme I de Médici. La primera tarea encomendada por el Cardenal al artista fue la decoración de su residencia en la ciudad (actualmente Palacio de Florencia), en el Campo de Marte, que anteriormente había pertenecido a la familia del Papa Julio III. Zucchi creó algunos frisos con historias del Antiguo Testamento, la decoración de la sala de Diana y, especialmente, la sala de los elementos, llena de referencias a la cosmogonía. Deseoso por la independencia, en contraste con Vasari, el pintor no le recurrió a un autor humanista como Borghini, para la concepción programática de las imágenes, sino que se valió de su conocimiento de los modelos recientes (el tema de pinturas similares del Villa Farnesio en Caprarola y el Estudio del Palacio Vecchio) y de los escritos mitográfico de Anibal Caro, Bocaccio y Vincenzo Cartari.
Para la decoración de la villa Pincio, que antiguamente perteneció al cardenal Giovanni Ricci, y fue adquirida por Fernando de Médici en 1576, el cliente en cambio quiso acercar a Zucchi al humanista Pietro Angeli de Barga: bajo la dirección de Angeli, el artista pintó la habitación de los pájaros y la estancia de la Aurora: también realizó numerosos cuadros de tema alegórico, sobre tabla o cobre, pora el estudio de nogal del cardenal, que constituyen la parte más sugestiva de su producción.
En la segunda mitad de década de los setenta del siglo XIV comenzó a recibir muchos pedidos de iglesias y conventos, principalmente gracias a sus poderosos mecenas: creó una Misa de San Gregorio para la iglesia de la Santissima Trinità dei Pellegrini, realizó los frescos de la capilla Ghisleri en iglesia de San Silvestro al Quirinale, para el ábside y la cúpula de la iglesia del Espíritu Santo en Sassia realizó varios frescos junto a su hermano, uno de ellos representando Pentecostés y en el ábside de la iglesia de Santa María en Vía realizó otros frescos, un políptico para la iglesia Vallecorsa, dos tablas para la basílica de Santa María la Mayor y otras pinturas para la Catedral de Sutri, para la iglesia Santa Maria della Pace y la Basílica de San Clemente de Letrán, estas dos últimas en Roma. Otros dos lienzos, con las representaciones de la Resurrección y Ascensión, se encuentran en la iglesia de San Lorenzo Mártir en San Lorenzo Nuovo.
En 1584 ingresa en la Academia de San Lucas de Roma, donde por encargo de Orazio Rucellai, realiza los frescos de tema mitológico del Palacio Rucellai (1588–1589).
Entre 1584 y 1587 creó la decoración del apartamento noble y la galería de la Villa Medici.
Figura intermedia entre el manierismo romano–florentino y el flamenco, sus últimas obras se caracterizan por una luminosidad rica en contrastes y por el dominio de los colores fríos, tal y como se observa en su lienzo Amor y Psique (Galería Borghese, Roma, 1589).